# Laval-d'Aurelle

Laval-d'Aurelle este o comună în departamentul Ardèche din sud-estul Franței. În 1 ianuarie 2018 avea o populație de 36 de locuitori.